# 高槻市立三箇牧小学校
高槻市立三箇牧小学校（たかつきしりつ さんがまきしょうがっこう）は、大阪府高槻市にある公立小学校。高槻市の南西部を校区とする。敷地内には高槻市立三箇牧幼稚園が併設されている。
　　　　

## 沿革
地域には明治時代初期の1874年、唐崎小学校（唐崎村）・三島江小学校（三島江村）・西面小学校（西面村）・柱本小学校（柱本村）の4小学校が設置された。
翌1875年には三島江・西面・柱本の3校が統合して玉江小学校となった。また唐崎小学校は1883年に芝生（しぼ）小学校（芝生村）を合併している。
1889年の町村制の実施により、唐崎村・三島江村・西面村・柱本村の4村は合併し、島上郡三箇牧村となった。一方で唐崎小学校の校区に含まれていた芝生村は別の村と合併して如是村となった。1893年には唐崎小学校の校区から芝生地区を分離し、如是小学校の校区へ編入している。
1900年には高等科単独の小学校として、三箇牧高等小学校が開校した。三箇牧高等小学校は、当時の高槻村にあった島上高等小学校（1889年開校・1935年廃校）より分離する形で開校している。
1902年4月7日に玉江尋常小学校・唐崎尋常小学校・三箇牧高等小学校の3校を統合し、三島郡三箇牧尋常小学校が開校した。この時に開校した三箇牧尋常高等小学校が、現在の三箇牧小学校の直接的なルーツとなっている。なお三箇牧小学校の創立日は、前身の小学校の中で最も早く設置された唐崎小学校の設置日・1874年5月15日としている。
学校創立当初は別の場所に校舎があったが、1952年に現在地に新築移転している。また三箇牧村立中学校（現在の高槻市立第三中学校）と敷地を共有していた時代もあったが、中学校は1961年に独立校舎へと移転している。
校区に玉川橋団地ができたことなどによる児童数の急増により、1973年には高槻市立柱本小学校を分離している。
たびたび、本校は高槻市のモデル研究校に指定されている。
- 1874年5月15日 - 前身の唐崎小学校（のち三島郡唐崎尋常小学校）が創立。
- 1874年6月 - 前身の三島江・西面・柱本の各小学校が創立。
- 1875年 - 三島江・西面・柱本3校の合併で玉江小学校（のち三島郡玉江尋常小学校）が創立。
- 1900年5月18日 - 三島郡三箇牧高等小学校が創立。
- 1902年4月7日 - 唐崎尋常小学校・玉江尋常小学校・三箇牧高等小学校を統合。三箇牧尋常高等小学校として開校。
- 1938年7月 - 初代校歌制定。
- 1941年4月1日 - 国民学校令により、三島郡三箇牧国民学校に改称。
- 1947年4月1日 - 学制改革により、三箇牧村立三箇牧小学校と改称。
- 1952年2月 - 現在地に移転。
- 1954年7月 - 2代目校歌制定。
- 1955年4月 - 三箇牧村が高槻市に編入されたことに伴い、高槻市立三箇牧小学校と改称。
- 1957年7月 - プール完工。
- 1961年 - 高槻市立第三中学校の移転により、旧中学校敷地を校地に編入。
- 1964年4月 - 高槻市立三箇牧幼稚園を併設。
- 1973年4月 - 高槻市立柱本小学校を分離。
- 1974年5月 - 3代目校歌制定。
- 1977年3月 - 体育館完工。
- 1978年4月 - 養護学級設置。
- 1997年3月 - コンピュータ室設置。

## 通学区域
- 高槻市 唐崎西2丁目、唐崎南1-3丁目、唐崎北1-3丁目、唐崎中1-4丁目、三島江1-4丁目、玉川1-4丁目、大字西面、大字三島江、大字唐崎、西面南1-4丁目、西面北1・2丁目、西面中1・2丁目、三箇牧1・2丁目

卒業生は基本的に高槻市立第七中学校へ進学する。

## 交通
- 高槻市営バス 三箇牧校前バス停。